# رود دائمی

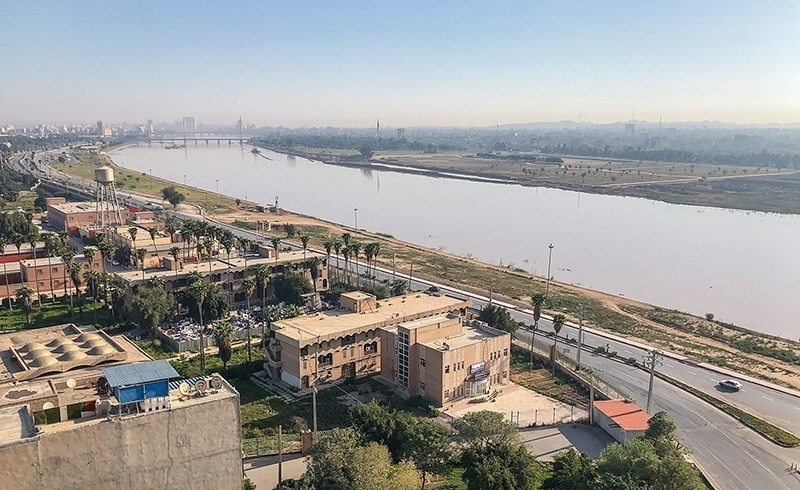
رود کارون در اهواز، نمونه‌ای از رود دائمی

رود دائمی رودخانه‌ای است که در بخش‌هایی از بستر خود در تمام طول سال در سال‌های با بارندگی معمولی دارای جریان ثابت آب است. در صورت عدم وجود خشکسالی نامنظم، طولانی مدت یا شدید، یک رود دائمی، بدنه‌ای از آب است که در همه سال در آن آب جریان دارد. این رودها در سال‌های کم‌آبی یا خشکسالی شاید به رودخانه‌ای فصلی تبدیل شوند. اختلال مصنوعی در جریان آب، تغییر مسیر یا استفاده از آن در سدها و تأسیسات برق آبی، نباید در اندازه‌گیری تأثیر بگذارد.
جویبار های چند ساله با آب راکد، تالاب‌ها، مخازن و حوضچه‌های آب رود دائمی نیستند. غیر از رودهای دائمی، سایر جریان‌ها رود فصلی و دریاچه و مانند آن هستند. در هوای خشک ممکن است جاری بودن آب به چشم نیاید یا اصلاً آبی مشاهده شود. در رودهایی با کف شن و ماسه یا سنگ، آب ممکن است در زیر یا بین سنگ‌ها جاری باشد.
روهای دائمی با رودهای متناوب که به‌طور معمول هر سال برای چند هفته یا ماه فاقد جریان هستند و رودهای زودگذر که فقط برای چند ساعت یا روز پس از بارندگی جریان دارند، متفاوت هستند. در طی سال‌های غیرمعمول خشک، یک رود دائم ممکن است متوقف شود. در یک خشکسالی ممکن است یک رود دائم ماه‌ها جریان نداشته باشد. تفاوت بین رودهای دائم، متناوب و زودگذر دقیق نیست و نوع رود در صورت انجام اقدامات مختلف می‌تواند تغییر کند.
رودخانه‌های دائمی ایران: شامل کارون،دز،کرخه،زاینده رود، ارس، سفیدرود، سیمره، گاماسیاب، کشکان ، مند ، دالکی ،جاجرود، باهوکلات،رود سرباز، زرینه رود، قم رود، کرج، مارون، طالقان رود، شاهرود، تجن، خرم رود، هراز، سیروان، اترک، کر، تلخه رود، قزل اوزن، حبله رود، سیمینه رود، زاب کوچک، جراحی، شهرچای و باراندوزچای ، قره سو، هیروچای،  نمرود، تارود ، چالوس، تلاررود، بابل رود، دلیچای، آستاراچای وغیره می شود.  